# Karel Durman
Karel Durman (13. července 1932, Bystřice pod Hostýnem – 14. dubna 2023, Uppsala) byl český historik působící ve Švédsku.

## Život
Karel Durman se narodil v roce 1932 a od roku 1952 studoval na Filozofické fakultě Univerzity Karlovy. Po dokončení studia zde zůstal a začal akademickou dráhu. V roce 1961 získal jednoroční postgraduální stipendium na LSE. V letech 1968–1969 byl členem předsednictva Vysokoškolského výboru KSČ, později zařazeného do „zrádného druhého centra“. V roce 1970 musel školu opustit – pracoval jako noční hlídač a posléze v oddělení rešerší Státní technické knihovny. V roce 1980 byl stálou šikanou donucen emigrovat do Švédska. Usadil se ve městě Uppsala, kde začal působit jako historik na místní univerzitě. Po roce 1989 se občas vracel do České republiky. Ve své práci se zaměřoval na moderní dějiny Blízkého východu, vývoj Východního bloku a velkou politiku 20. století. Jeho práce o dějinách 20. století Útěk od praporů a Popely ještě žhavé jsou v českém prostředí vysoce ceněny pro svou informativnost a čtivost. Karel Durman byl podruhé ženatý, měl dvě dcery a syna.

## Dílo
- Blízký východ ve světové politice 1918–1959. Praha: Nakladatelství politické literatury, 1966.
- Slovník moderních světových dějin (spoluautor). Praha: Svoboda, 1969.
- Lost illusions: Russian policies towards Bulgaria in 1877 – 1887.  Stockholm : Almqvist and Wiksell International, 1988.
- The time of the Thunderer : Mikhail Katkov, Russian nationalist extremism and the failure of the Bismarckian system, 1871-1887. New York : Boulder, 1988. ISBN 0-88033-134-8
- The Reckoning: The Soviet Glasnost Debate, 1987 – 1990: Systemic Crisis. Uppsala University, Department of Soviet and East European Studies, 1991, 3 sv.
- Útěk od praporů: Kreml a krize impéria 1964 – 1991. Praha: Karolinum, 1998. ISBN 80-7184-672-4
- Popely ještě žhavé I: Válka a nukleární mír. Praha: Karolinum, 2004. ISBN 80-246-0697-6
- Popely ještě žhavé II: Konce dobrodružství. Praha: Karolinum, 2009. ISBN 978-80-246-1536-3
- Konec mýtu o věčném přátelství : k charakteristice ruské politiky v Bulharsku v letech 1876–1887. Praha: Karolinum, 2024. ISBN 978-80-246-5755-4